# Longechenal
Longechenal is een gemeente in het Franse departement Isère (regio Auvergne-Rhône-Alpes) en telt 445 inwoners (2004). De plaats maakt deel uit van het arrondissement La Tour-du-Pin.

## Geografie
De oppervlakte van Longechenal bedraagt 8,2 km², de bevolkingsdichtheid is 54,3 inwoners per km².
De onderstaande kaart toont de ligging van Longechenal met de belangrijkste infrastructuur en aangrenzende gemeenten.

## Demografie
Onderstaande figuur toont het verloop van het inwonertal (bron: INSEE-tellingen).